# Brinkley (Cambridgeshire)
Pour les articles homonymes, voir Brinkley.
Brinkley est une paroisse civile et un village du Cambridgeshire, en Angleterre.